# Бесарик (Сирдар'їнський район)
Бесари́к (каз. Бесарық) — село у складі Сирдар'їнського району Кизилординської області Казахстану. Адміністративний центр та єдиний населений пункт Бесарицького сільського округу.
Населення — 2180 осіб (2021; 2258 у 2009, 2137 у 1999, 1614 у 1989).